# Trí nhớ
Trí nhớ hay còn gọi là ký ức là một khả năng của các sinh vật sinh sống có thể lưu giữ những thông tin về môi trường bên ngoài tác động lên cơ thể, cũng như các phản ứng xảy ra trong cơ thể và tái hiện thông tin được lưu giữ hoặc kinh nghiệm cũ để sử dụng chúng trong lĩnh vực ý thức hoặc tập tính.

## Phân loại chung
- Theo thời gian tồn tại của trí nhớ: trí nhớ tức thời, trí nhớ ngắn hạn và trí nhớ dài hạn. Trí nhớ tức thời như là nhớ số điên thoại hay dãy số ngẫu nhiên
- Nhớ nguyên phát và nhớ thứ phát. Trí nhớ nguyên phát là nhớ sự vật sư việc ngay lúc xảy ra. Trí nhớ thứ phát là Hồi tưởng lại sự vật sự việc hay còn gọi là ký ức, trải nghiệm hay sang chấn tâm lý
- Nhớ dương tính và nhớ âm tính
- Theo cách hình thành trí nhớ: Trí nhớ hình tượng, trí nhớ vận động, trí nhớ cảm xúc và trí nhớ ngôn ngữ - logic. Trí nhớ hình tượng là trí nhớ được hình thành trên cơ sở tiếp nhận thông tin từ các giác quan: thị giác, thính giác, khứu giác, vị giác và xúc giác, tùy theo loại thông tin mà sử dụng giác quan nào hiệu quả hơn, thông thường sử dụng nhiều giác quan sẽ giúp ghi nhớ thông tin dễ dàng hơn.

Trí nhớ vận động là hình thành trên cơ sở thực hiện các động tác cụ thể đá bóng, đánh đàn, nhờ đó có được các kĩ năng kĩ xảo. Trí nhớ cảm xúc hình thành khi cơ thể tiếp nhận các kích thích gây ra cảm xúc vui, buồn các trí nhớ cảm xúc thường tồn tại lâu. Trí nhớ ngôn ngữ - logic thì hình thành khi tiếp nhận các kích thích như kiến thức, suy luận, bài toán giúp ta ghi nhớ cách thức hoặc nội dung của thông tin, đây là loại trí nhớ chỉ có ở người và được truyền đạt qua các thế hệ.

## Trí nhớ ngắn hạn
Trí nhớ ngắn hạn hoạt động như "một xấp giấy rời" dùng để nhớ lại tạm thời thông tin đã được xử lý. Nó có khả năng nhớ và xử lý thông tin cùng một lúc. Trí nhớ ngắn hạn có thể lưu giữ một lượng thông tin nhỏ (từ 5 đến 9 thông tin) Tuy nhiên, khả năng nhớ thông tin có thể được tăng cường thông qua một quá trình gọi là chunking (tạm dịch là "tập luyện" trí nhớ. trong tâm trí ở tình trạng hoạt động, sẵn sàng có thể sử dụng trong một thời gian ngắn (thường khoảng từ 10 đến 15 giây, đôi khi có thể lên đến 1 phút). Ví dụ, để hiểu được một câu, phần mở đầu của câu cần được lưu giữ trong đầu, và phần còn lại của câu cần được tiếp tục đọc, đây là việc được thực hiện bởi trí nhớ ngắn hạn.
Một ví dụ khác về hoạt động của trí nhớ ngắn hạn là nó có thể giữ một thông tin tạm thời để làm việc (ví dụ: thông dịch viên phải vừa nhớ thông tin bằng 1 ngôn ngữ và dịch nó ra thành một ngôn ngữ khác). Tuy nhiên, thông tin này sẽ nhanh chóng biến mất trừ khi chúng ta cố gắng lưu giữ lại một cách có ý thức. Trí nhớ ngắn hạn là bước cần thiết đi đến giai đoạn tiếp theo, trí nhớ dài hạn. Sự chuyển thông tin đến vùng trí nhớ dài hạn để nhớ được lâu hơn có thể được kích hoạt và cải thiện bằng cách lặp lại thông tin đó, hoặc hiệu quả hơn nữa, bằng cách gắn thông tin đó với một ý nghĩa hoặc những kiến thức có sẵn. Động lực cũng là một điều quan trọng, khi thông tin liên quan đến một điều quan trọng của chúng ta, nó sẽ dễ được lưu vào bộ nhớ dài hạn hơn.
Thuật ngữ "trí nhớ làm việc" (working memory) thường được dùng như trí nhớ ngắn hạn, mặc dù về mặt kỹ thuật, trí nhớ làm việc thường ám chỉ toàn bộ cấu trúc và quá trình được sử dụng cho bộ nhớ tạm thời và xử lý thông tin. Trong đó, trí nhớ ngắn hạn chỉ là một yếu tố.
"Trí nhớ làm việc" (Working memory) được định nghĩa như sau: Trí nhớ làm việc là một hệ thống chứa đựng giới hạn dành cho việc lưu trữ tạm thời và điều khiển thông tin dành cho những nhiệm vụ phức tạp như hiểu, học và lập luận (Baddeley, 2000)

## Trí nhớ dài hạn
Trí nhớ dài hạn được dùng để lưu trữ thông tin trong thời gian dài. Mặc dù có vẻ chúng ta quên đi mỗi ngày, dường như trí nhớ dài hạn bị mai một rất ít qua thời gian và có thể lưu trữ lượng thông tin không giới hạn trong thời gian vô hạn. Có một số tranh luận về việc chúng ta có thực sự "quên" hoàn toàn hay chúng ta chỉ ngày càng khó khan để truy cập hoặc lấy lại các thông tin lưu trong bộ nhớ.
Trí nhớ ngắn hạn có thể trở thành trí nhớ dài hạn qua quá trình hợp nhất, gồm việc nhắc lại nhiều lần và kết hợp với ý nghĩa. Không giống như trí nhớ ngắn hạn (chủ yếu dựa vào âm thanh, ít hình ảnh để lưu trữ thông tin), trí nhớ dài hạn mã hóa thông tin để lưu trữ (dựa trên ý nghĩa và sự liên tưởng). Tuy nhiên, có bằng chứng cho thấy rằng bộ nhớ dài hạn cũng được mã hóa bằng âm thanh. Trí nhớ dài hạn có hai dạng chính: trí nhớ bạn có thể tường thuật lại (ví dụ: bạn nhớ được thủ đô của Việt Nam là Hà Nội, hay bạn nhớ được những sự kiện đã từng xảy ra) và trí nhớ tiềm ẩn (như khả năng chơi piano, chơi golf...).

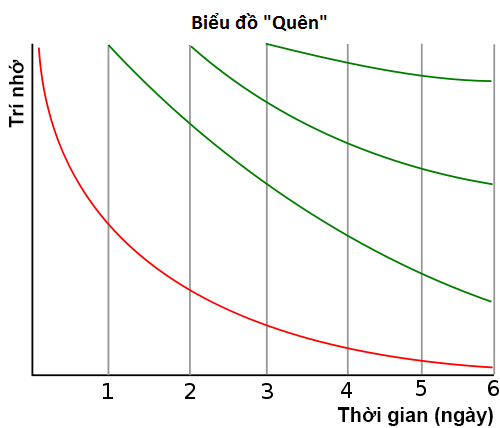
Biểu đồ quên

Việc bộ não đánh mất thông tin diễn ra như minh họa ở biểu đồ. Thông tin được nạp vào bộ nhớ con người và sẽ mất dần theo thời gian với một tốc độ rất nhanh. Để khắc phục tình trạng này, chúng ta cần ôn lại thông tin cần nhớ để củng cố trí nhớ và biến trí nhớ ngắn hạn thành trí nhớ dài hạn. Những thông tin càng phức tạp thì con người càng phải ôn lại trong thời gian cách quảng ngắn hơn. Chẳng hạn như ôn lại sau một tiếng, hai tiếng, bốn tiếng, một ngày. Nhắc lại thông tin càng nhiều lần, thông tin càng trở nên khó quên và tốc độ quên sẽ giảm đến mức thấp nhất hoặc không bao giờ quên. Biểu đồ mô tả sau những lần ôn lại thông tin, đường quên dần trở nên ít dốc dơn. Điều này có nghĩa là tốc độ quên thông tin đó của bộ não chậm dần và gần như không thay đổi sau hơn 4 lần ôn tập. Đương nhiên, nếu thông tin khó hiểu và phức tạp hơn thì cần ôn nhiều lần hơn.

## Trí nhớ siêu phàm
Nhằm làm tăng khả năng nhớ của bộ não, nhiều nhà khoa học đã nghiên cứu và tìm ra các phương pháp ghi nhớ. Các phương pháp này hiện nay được những người tham gia cuộc thi trí nhớ thế giới sử dụng thuần thục. Bất cứ ai cũng có thể sở hữu trí nhớ gần như hoàn hảo nhờ luyện tập những phương pháp này. Nguyên tắc căn bản giúp con người tăng cường trí nhớ là mã hóa những chủ thể khó nhớ (ví dụ như số điện thoại, tên người, công thức toán) thành những chủ thể dễ nhớ đối với não người (ví dụ như hình ảnh, địa điểm, cảm xúc).
Nhớ số dãy số ngẫu nhiên: Dựa trên những nguyên tắc, để nhớ một dãy số tự nhiên ta cần tạo ra một bộ mã dành cho số (mỗi người có thể có bộ mã khác nhau). Sau khi mã hóa những số trong dãy số cần nhớ sang những hình ảnh quen thuộc, bạn cần nghĩ ra một câu chuyện có bối cảnh ở một vị trí mà bạn đã từng đến (như nhà bạn chẳng hạn).
Ví dụ: để nhớ ngày tháng năm sinh của Albert Einstein là 14 - 3 - 1879, ta dùng bộ mã số sang chữ sau đây:
0 =
1 = M (vì 1 viết là "Một")
2 =
3 = B (vì 3 viết là "Ba")
4 = F, P, Ph (vì 4 trong tiếng Anh là "Four")
5 =
6 =
7 = V, R (vì cầu thủ "Ronaldo" mang số "7" trong thi đấu)
8 = T, Th, Tr (vì 8 viết là "Tám")
9 = C, Ch (vì 9 viết là "Chín")
Các bước thực hiện:
1. Từ bộ mã trên, ta chuyển 14 - 3 - 1879 (Albert Eistein)
2. Thành dãy mã hóa bằng chữ: M.Ph - B - M.Tr.R.C
3. Thành từ có nghĩa: Mời Phở - Ba - Mặt Trái Ronaldo Cristiano
4. Thành câu chuyện sử dụng những chữ cái trên: Tôi chuẩn bị bước vào trường tôi (một nơi tôi thuộc nằm lòng) thì gặp thiên tài Albert Einstein đang đứng trước cổng. Tôi cảm thấy vinh dự và vui sướng khi mời ông ấy đi ăn một bát phở Hà Nội thơm ngon trước cổng trường. Sau khi ăn xong, cả hai cùng đi vào trường thì gặp ba tôi (cảm thấy bất ngờ vì ba tôi chưa bao giờ đến trường), hai người chào hỏi và bắt tay vui vẻ. Tôi và Albert đi vào văn phòng trường thì tôi thấy mặt trái của Ronaldo Cristiano đang trồng cây chuối (vì tên anh bị viết ngược lại thay vì Cristiano Ronaldo) và đưa phần mặt bên trái của anh về phía tôi. Mỗi khi cần nhớ đến ngày sinh của Albert Eistein thì chúng ta chỉ việc nhớ đến câu chuyện này và giải mã lại thành số ngày sinh của ông.

## Khôi phục trí nhớ
Tạp chí Neutron công bố 1 nghiên cứu được các nhà khoa học tại khoa tâm lý đại học California thực hiện. Họ đã dùng kỹ thuật Optogenetics (quang-di truyền) để xóa và phục hồi thành công những ký ức chấn thương của loài chuột thí nghiệm. Theo nghiên cứu, các nhà thần kinh học tin rằng ký ức được lập trình bên trong vỏ não, nên dù cho có xóa nó đi nhưng vẫn có thể khôi phục lại thông qua "hồi hải mã". 